# Regenbaum

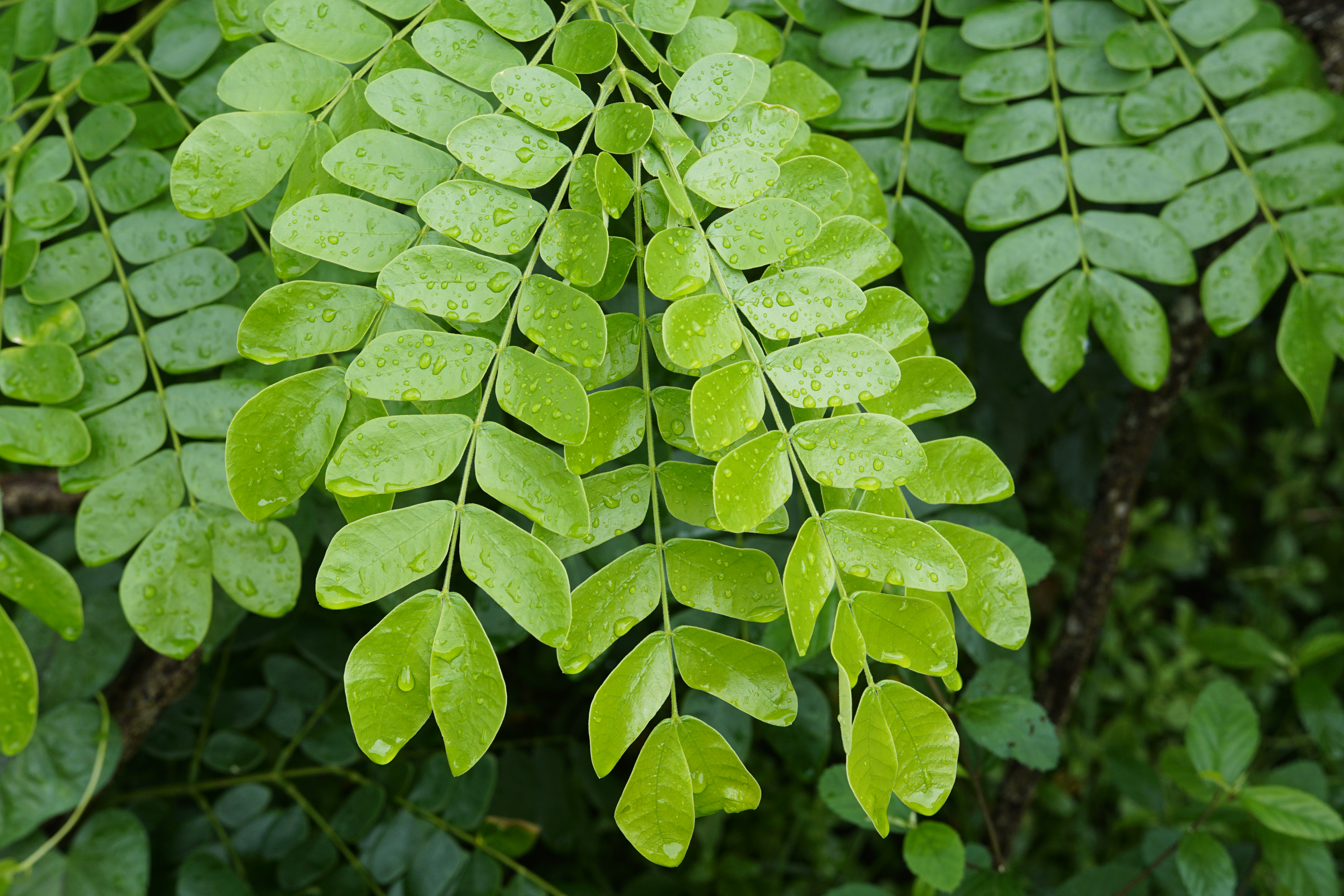
Laubblätter; man sieht in der Nahaufnahme die hornartigen „Paraphyllidien“ und die rinnige und haarige Fiederrhachis

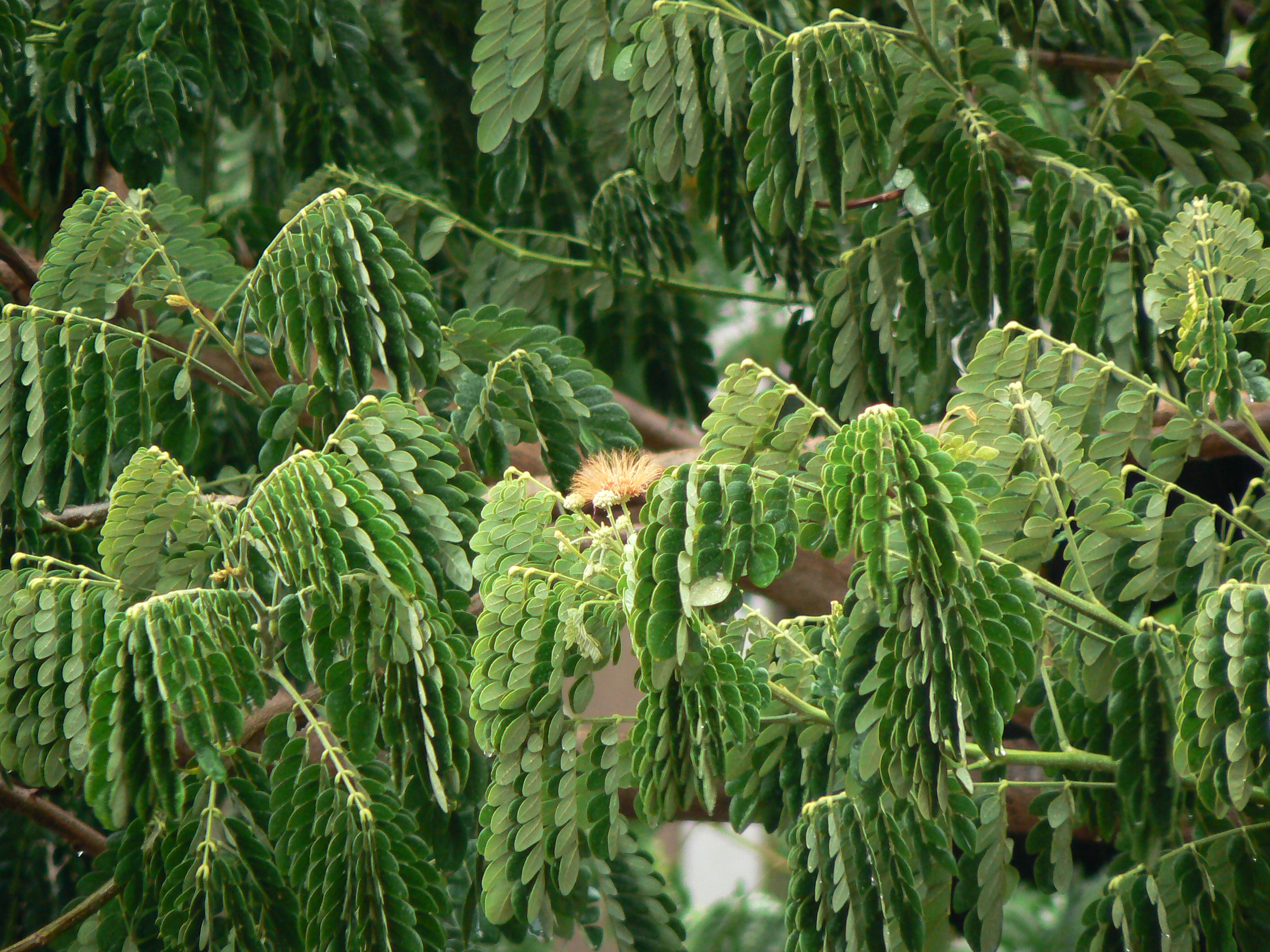
Die in Schlafstellung heruntergeklappten Fiedern

Der Regenbaum (Samanea saman, Synonym: Albizia saman) ist eine Pflanzenart innerhalb der Unterfamilie der Mimosengewächse (Mimosoideae). Er ist in der nördlichen Neotropis weitverbreitet und zählt in seiner Heimat zu den bekanntesten Baumarten. Der Ursprung seines Trivialnamens Regenbaum, spanisch Árbol de la lluvia, kann nicht mehr eindeutig ermittelt werden.
Nachts scheint es unter seiner Krone leicht zu regnen und unter dem Baum bleibt das Gras in der Trockenzeit deutlich länger grün. Als Ursache werden Ausscheidungen von Singzikaden angenommen, die den Baum sehr zahlreich bewohnen. Oder die extrafloralen Nektarien scheiden zuckerreichen Saft aus, der manchmal wie Regen vom Baum fällt. Als weitere Erklärung seines Namens bietet sich die Eigenart des Regenbaums an, bei Regen seine Fiederblättchen zusammenzuklappen, so dass die Wassertropfen kaum behindert durch die Krone fallen. Im Zusammenhang mit der Schattenwirkung der Krone bleibt so das Gras unter dem Baum immer grün. Zur Blütezeit fallen von Zeit zu Zeit reichlich Staubblätter wie eine Dusche von der Baumkrone.

## Beschreibung und Ökologie

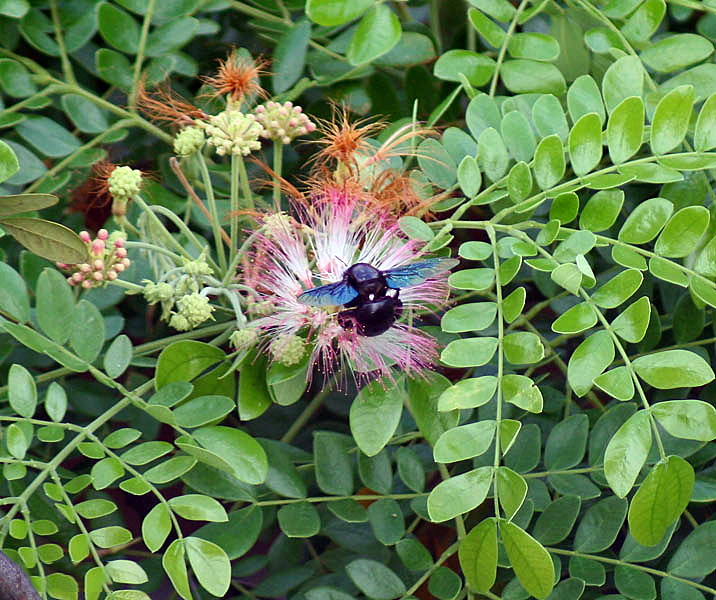
Gefiederte Laubblätter, Blütenstände mit Blütenknospen und Blüte

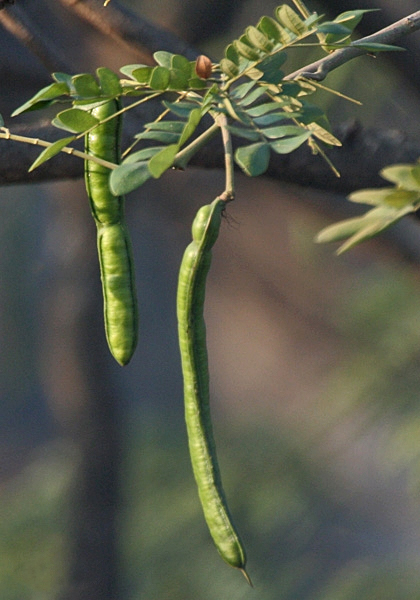
Unreife Hülsenfrüchte

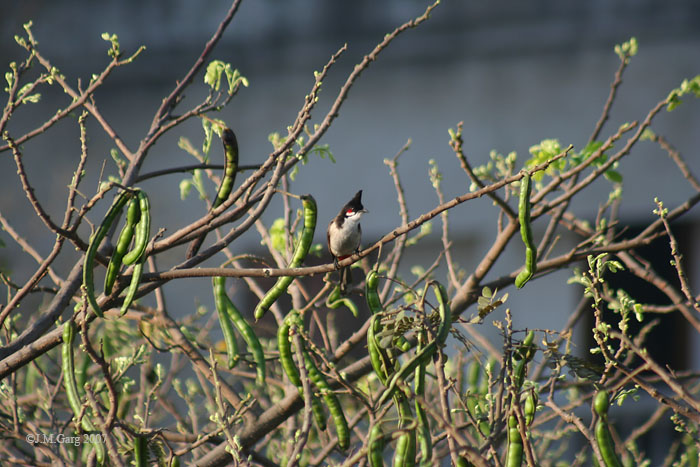
Früchte mit Rotohrbülbül

Blütenstände eines gelbblühenden Baums

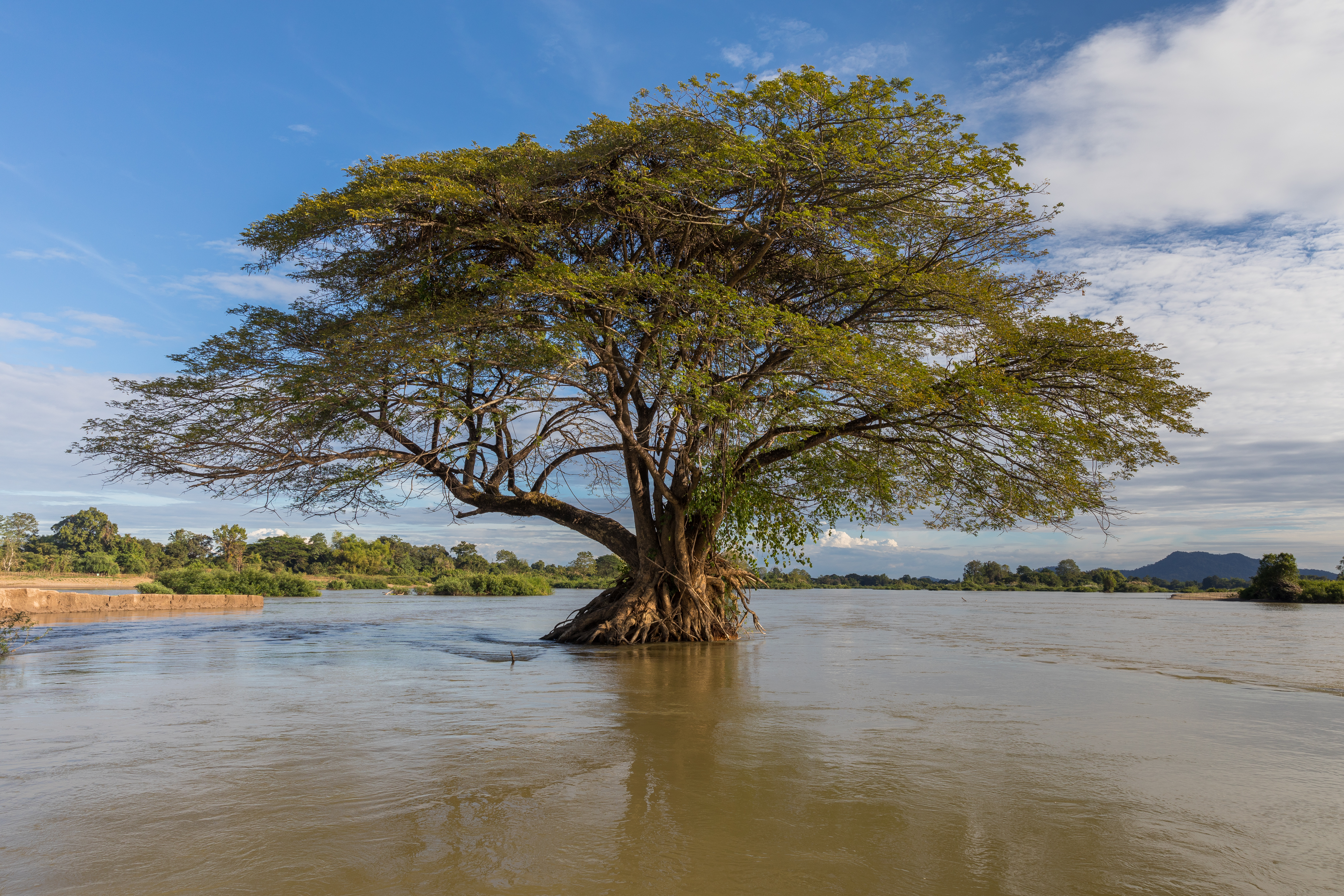
Regenbaum im Mekong, (Laos)

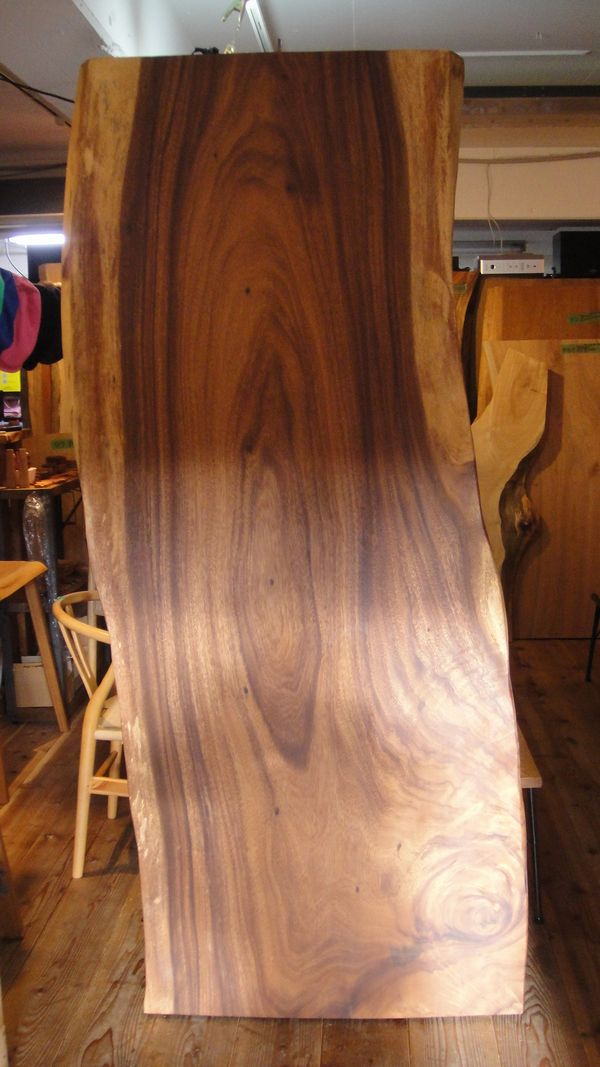
Holzplatte aus „Monkey pod“

### Vegetative Merkmale
Der Regenbaum wächst als Baum mit teils weit ausladender Krone und erreicht einzeln stehend typischerweise eine Wuchshöhe von 17 bis 24 Metern, einen Stammdurchmesser von 40 bis 120 Zentimetern (BHD) und einen Kronendurchmesser von 30 Metern. Dicht stehende Bäume werden bis zu 40 Meter oder mehr hoch, haben aber kleinere Kronen. Verglichen mit der weit ausladenden schirmförmigen Krone wirkt der kräftige und gerade Stamm meist kurz. Maximalwerte wurden für einen Baum von über 100 Jahren auf Trinidad beschrieben, der eine Höhe von 50 Metern und einen Stammdurchmesser von 2,6 Metern erreichte und eine 60 Meter breite Krone bildete. Ein 60 Meter hoher Baum mit 80 Meter breiter Krone wurde in dem Walt-Disney-Film Swiss Family Robinson für ein Baumhaus verwendet und es soll noch größere gegeben haben, wie Humboldt beschrieb.
Die Borke ist gräulich bis graubraun, am jungen Baum noch glatt, später rau und rissig bis mehr oder weniger schuppig und abblätternd. Die innere Rinde ist hellbraun bis graurosa gefärbt. Auf trockenen Standorten wurzelt der Baum tief, auf feuchten Böden wird ein extrem flaches Wurzelsystem gebildet.
Der Baum führt ein gelbliches Gummi.
Der Regenbaum ist in den tropischen Regenwäldern immergrün, verliert aber in Trockenwäldern während der Trockenzeit die Blätter und kann bis zu zwei Monate blattlos sein. Die gestielten Blätter sind doppelt paarig gefiedert und wechselständig angeordnet. Der feinhaarige, 4–8 Zentimeter lange Blattstiel besitzt einen Pulvinus 1. Ordnung an der Basis. Die Blätter werden 10 bis 37 Zentimeter lang, haben eine grüne, feinrippige, haarige Spindel (Rhachis) und bilden 3 bis 9 gestielte Fiederpaare 1. Ordnung mit Pulvini 2. Ordnung. Die 6–13 Zentimeter langen Seitenfiedern, mit rinniger und haariger „Rhachis 2. Ordnung“ tragen 3 bis 9 Paare und 2,5 bis 6 Zentimeter lange sowie 1,2 bis 2,7 Zentimeter breite Fiederblättchen mit Pulvini 3. Ordnung. Die meist fast sitzenden, kahlen, ledrigen Blättchen sind ganzrandig, asymmetrisch rhombisch und haben eine meist abgerundete, manchmal feinstachelspitzige Spitze. Die Oberseite ist von etwas dunklerem Grün als die fein behaarte Unterseite. An den Blättern (Rhachis, Blattstiel und den Fiedern) sind Nektarien vorhanden. Die Nebenblätter sind abfallend. Minutiöse und abfallende „Paraphyllidien“ können an den Pulvini der Fiedern vorkommen.
Eine Besonderheit des Regenbaums stellt das nächtliche Zusammenlegen der gegenüberstehenden Fiedern und Blättchen dar, das auch bei Regenwetter oder bedecktem Himmel auftritt. Diese nyktinastische Schlafstellung setzt etwa 1 Stunde vor Sonnenuntergang ein, kurz vor Sonnenaufgang wird wieder die Normalposition eingenommen.

### Blütenstand und Blüte
Die Hauptblütezeit liegt im Mai und Juni. Die einzeln an grünen, behaarten und dicklichen 5 bis 9 Zentimeter langen Blütenstandsschäfte stehenden zarten, Blütenstände sind bei einer Höhe von etwa 3,5 Zentimetern und einem Durchmesser von etwa 6 Zentimetern quastenartig, köpfchenförmig und enthalten zahlreiche (15–22) Blüten, Pinselblumen. Es sind verschiedene Deckblätter vorhanden. Die zwittrigen, gestielten bis sitzenden Blüten sind meist fünfzählig mit doppelter Blütenhülle und etwas dimorph. Die zentrale, sitzende Blüte ist etwas größer, breiter, bis 5–8zählig, mit viel mehr und länger röhrig verwachsenen Staubblättern und sie produziert Nektar aber keine Früchte. Die peripheren, kleineren und gestielten Blüten produzieren keinen Nektar um Bestäuber anzulocken. Die meist fünf grünen, fein behaarten Kelchblätter sind zu einer etwa 0,6–1 Zentimeter langen, trichterförmigen Röhre verwachsen, die in fünf kleinen Kelchzähnen endet. Die meist fünf rötlichen, manchmal etwas feinhaarigen Kronblätter sind zu einer 1–1,4 Zentimeter langen Röhre, mit kleineren Zipfeln, verwachsen. Die etwa (20–30) oder 50–80 bei der zentralen Blüte, fädigen und langen Staubblätter sind etwa 3,5–4 Zentimeter lang, unten weiß und oben hellrot gefärbt. Die Staubfäden der peripheren Blüten sind kurz an ihrer Basis (stemonozon) mit den Petalen verwachsen. Die Staubbeutel sind klein und kopfig. Der oberständige Stempel besteht aus einem einzigen Fruchtblatt mit einem bis über 4 Zentimeter langen, fadenförmigen Griffel mit kleiner kopfiger oder auslaufender und poröser Narbe.

### Frucht und Samen
Die bei Reife braunen bis schwärzlichen, bespitzten und steif-ledrigen, an den Samen etwas eingeschnürte Hülsenfrüchte mit dicken Nähten, sind 7 bis 21 Zentimeter lang, 1,5 bis 2,3 Zentimeter breit und etwa 0,6 Zentimeter dick, gerade oder leicht gekrümmt. Sie öffnen sich am Baum nicht und enthalten, segmentierte 5 bis 25 Samen und erscheinen meist einzeln oder zu zweit an den Köpfchen. Sie bleiben oft lange Zeit am Baum hängen. Die rotbraunen, abgeflachten, glatten und 0,9–1,4 Zentimeter langen, brüchig-ledrigen, ellipsoiden bis rundlichen Samen sind in ein bräunliches, trockenes, klebriges und süßes Fruchtfleisch eingebettet. Sie sind mit einem U-förmigem Pleurogram. Die Tausendkornmasse beträgt etwa 135 bis 225 Gramm.
Die meisten Früchte bleiben unter dem Mutterbaum liegen, verwittern während der Regenzeiten und geben so die Samen frei. Manchmal werden Früchte von Nagetieren verschleppt oder von Tapiren gefressen, welche die Samen unverdaut ausscheiden. Auf Viehweiden werden die Früchte gerne von Rindern, Schweinen, Ziegen und Schafen und seltener von Pferden, gefressen. Es wird vermutet, dass die Samen ursprünglich von großen, im Pleistozän ausgestorbenen, Säugetierarten verbreitet wurden. Heute geschieht dies oft durch Weidetiere.

### Weitere Merkmale
Der Regenbaum keimt epigäisch, d. h. die Pflanze hebt ihre Keimblätter über die Erdoberfläche. Das Hypokotyl wächst gerade, wird bis zu 10 Zentimeter lang und trägt zwei kurzstielige, elliptische Keimblätter. Die Primärblätter sind gegenständig oder fast gegenständig.
Die Chromosomenzahl beträgt 2n = 26.

### Verwechslungsmöglichkeiten
Der Regenbaum wird aufgrund seiner großen, schirmförmigen Krone, seiner sich in der Nacht zusammenfaltenden Blätter, der Blütenform und auch der mit Fruchtfleisch gefüllten Fruchthülsen selten mit anderen Arten verwechselt. Auf Hawaii passiert das manchmal mit Pseudosamanea guachapele während der Blüte, junge Bäume ähneln der Art Albizia lebbeck.

## Ökologie
Die Bestäubung erfolgt durch Nachtfalter, trotzdem wird der Regenbaum auch häufig von Bienen als Nektarquelle angeflogen. Nach anderen Angaben sind Bienen die Hauptbestäuber.
Der Regenbaum kann durch Symbiose mit Knöllchenbakterien der Gattung Bradyrhizobium Stickstoff binden. Auf Weiden wird das Wachstum des Grases unter und neben dem Baum durch Anreicherung von Stickstoffverbindungen gefördert.
Der Regenbaum ist kaum durch tierische oder pflanzliche Schädlinge gefährdet. Auf den Philippinen werden die Sämlinge durch die Mehltauart Erysiphe communis befallen, auf Hawaii richten die Raupen der Schmetterlingsart Melipotis indomita Schäden an. Auf Puerto Rico bohren Schuppenameisen der Art Myrmelachista ramulorum die Triebe an und führen zu Blattverlusten. Durch mehrere Arten von Käfern, Fliegen und Schmetterlingen werden jedoch meist 50 bis 75 % der Samen geschädigt oder zerstört.

## Verbreitung und Standortansprüche
Das natürliche Verbreitungsgebiet erstreckt sich von Yucatan in Mexiko über Guatemala bis nach Peru, Bolivien und Brasilien. Hauptverbreitungsgebiete sind jedoch Venezuela und Kolumbien. Aufgrund seiner schattenspendenden, riesigen und weit ausladenden Krone wurde er auch in subtropischen Gebieten Amerikas wie Florida und den Westindischen Inseln eingebürgert, und auch in tropischen und subtropischen Gebieten Asiens und Afrikas; so seit 1880 im Süden Indiens, in Burma oder auf den Philippinen. In Afrika findet man ihn in Nigeria oder Uganda. Schon seit 1847 gibt es den Regenbaum auf Hawaii.
Samanea saman gedeiht in tropischen und warm-subtropischen Klimaten in Höhenlagen zwischen von Meereshöhe bis zu 1100 Metern. Er gedeiht bei Jahresniederschlägen zwischen 640 und 3810 Millimetern. Er ist empfindlich gegen Frost und Beschattung und wird von Salzwassergischt geschädigt. Er verträgt hohe Lufttemperaturen so in Südindien mit Maxima bis zu 47,5 °C und Dürre von zwei bis sechs Monaten. Am besten wächst der Regenbaum auf tiefgründigen, feuchten, neutralen oder schwach sauren Schwemmböden. Er verträgt mäßig salzhaltige Böden und kurzfristige Überflutungen.

## Systematik
Das Artepitheton saman leitet sich über englisch zamang ab und ist einer Indianersprache entlehnt. Nach einer anderen Quelle ist saman ein spanischer Ausdruck der aus einem französischen Dialekt aus der Karibik abgeleitet wurde, und ebenfalls Regenbaum bedeutet.
Die taxonomische Einordnung des Regenbaums wurde in der Vergangenheit sehr unterschiedlich interpretiert. In der amerikanischen Literatur wird häufig das Synonym Pithecellobium saman Benth. verwendet. Weitere Synonyme sind Albizia saman F. Muell., Calliandra saman Griseb., Enterolobium saman Prain, Inga saman Willd. sowie Mimosa saman Jacq.
Es gibt keine Unterarten und keine Zuchtformen. Das Aussehen des Regenbaums variiert in seinem Verbreitungsgebiet nur wenig.
Weitere Samanea-Arten sind Samanea inopinata (Harms) Barneby & J.W.Grimes und Samanea tubulosa (Benth.) Barneby & J.W.Grimes u. a.

## Verwendung
Der Regenbaum wird in tropischen und subtropischen Gebieten als schattenspendender Park- und Straßenbaum sehr geschätzt. Er wurde auch als Schattenspender in Kaffee- und Kakaoplantagen eingesetzt.
Auf Weideflächen dienen die Früchte als Futter für Rinder, Ziegen und Schweine.
Das Holz ist relativ weich und mittelschwer, hat ein gelbliches Splintholz und schokoladenbraunes Kernholz, das beim Trocknen goldbraun wird und schwarze Streifen zeigt.
In Hawaii wird das schöne Holz zur Herstellung kunstgewerblicher Gegenstände, beispielsweise der Monkey-pod bowles, verwendet. Seltener wird das Holz zur Herstellung von Möbeln, als Konstruktionsholz, für Furniere oder zum Heizen eingesetzt.
Auch beim Bau von Musikinstrumenten (z. B. akustischen Gitarren der Hersteller Washburn und Faith Guitars) kommt das Holz unter der Bezeichnung Monkey Pod und Trembesi zum Einsatz. Hier wird es sowohl für die Decke als auch für den Korpus und die Zarge verwendet.
Das süßliche Fruchtfleisch wird manchmal von Kindern gegessen, in Mexiko wurden daraus auch Getränke hergestellt.
In Thailand dient der Regenbaum als wichtigste Nahrungsquelle der Lackschildlaus (Kerria lacca), die das Ausgangsprodukt für Schellack liefert.

## In Roman und Film
In dem Roman Raintree County (1948) von Ross Lockridge Jr. und der gleichnamigen englischsprachigen Verfilmung von 1957 (deutscher Titel: Das Land des Regenbaums) mit Montgomery Clift und Elizabeth Taylor spielt der Baum eine wichtige Rolle, da sein Finder laut einer Legende den Sinn des Lebens verstehen wird.